# Wah Wah Win Shwe
Pour l’article homonyme, voir Shwe.
Wah Wah Win Shwe (birman : ဝါဝါဝင်းရွှေ, également orthographié War War Win Shwe), née le 30 décembre 1943 à Rangoun (Birmanie), est une actrice birmane qui a reçu trois Myanmar Academy Awards. Elle est considérée comme l’une des actrices les plus prospères de l’industrie du divertissement en Birmanie.

## Biographie
Wah Wah Win Shwe naît le 30 décembre 1943 de Tun Shwe et Than Tin à Rangoun, en Birmanie. Elle est la plus jeune de quatre enfants. Elle fréquente le lycée méthodiste anglais, puis s’inscrit à l’université de Rangoon. 
Wah Wah Win Shwe commence sa carrière dans le cinéma à l'âge de 16 ans, avec son premier film, Seit (birman : စိတ်, littéralement « Esprit »). Tout au long de sa carrière, elle joue dans des centaines de films et en réalise plus de 50. Elle a remporté trois Myanmar Motion Picture Academy Awards pour son travail dans Chit Thami en 1965, Chaung Ko Pyit Ywe Myit Ko Sha en 1969 et Meingalay Shin Ei Sanda en 1977.

## Entrepreneuriat
Elle fonde la société de production de films Wah Wah Win Shwe en 1970. Elle a également des possessions immobilières, en particulier à Yangon. Elle possède aussi Su Htoo Pan Cinema. En 2012, elle commence à travailler avec Great Father Land Construction pour réaménager le site du cinéma historique en une copropriété de 14 étages. En 2013, des différents contractuels font surface entre les deux parties, Wah Wah Win Shwe affirmant que l'entreprise a effectué des rituels occultes sur le site. La société l’accuse de s’être retirée d'un accord l’engageant à payer 1,2 milliard de kyats pour construire une tour, et a par la suite porté plainte pour diffamation fin juin de la même année. En juillet, Father Land Construction a retiré la plainte en citant l’incapacité de Shwe à payer les coûts de construction restants,.

## Vie privée
Wah Wah Win Shwe épouse l’acteur Than Htut en 1971. Ils ont deux fils, Win Htut Win et Wa Zin. Elle aurait aussi eu une relation avec Olive Yang, la « dame de guerre » de Kokang. 